# Château Marguerite
 (juin 2015).
Si vous disposez d'ouvrages ou d'articles de référence ou si vous connaissez des sites web de qualité traitant du thème abordé ici, merci de compléter l'article en donnant les références utiles à sa vérifiabilité et en les liant à la section « Notes et références ».
Pour les articles homonymes, voir Villa Marguerite (homonymie).
Le Château Marguerite est un château situé à Neussargues-Moissac dans le Cantal.

## Historique
Construction en pierre du XIXe siècle qui s'identifie bien à la ville de Neussargues puisque ce château figure parmi les édifices que l'on retrouve systématiquement sur les cartes postales de la ville au cours du XXe siècle. Nous devons son état actuel à l'ancien maire de Murat : M. Maurice Guibal, son deuxième propriétaire, qui en a fait achever la construction et lui a donné pour nom le prénom de sa fille.
Désormais, le château appartient à la famille Lorient. 

## Sources
1. ↑  Murat à la fin du XIXe siècle : une cité, un maire, un journal Article de Jean-louis Philippart